# Kravja dolina, Ljubljana
Kravja dolina je predel Ljubljane, ki sodi pod Četrtno skupnost Center. 

## Zgodovina
Predel, ki zajema širšo okolico današnje Vidovdanske ceste (oz. današnjega Tabora), je ime dobilo že v 17. stoletju in sicer zaradi tu organiziranih živinskih sejmov.
Pozneje so živinski sejem premaknili bolj izven centra Ljubljane (na področje med današnjo Roško cesto in Kodeljevim) ter bivši sejemski prostor prepustili propadu; posledično se je dolina spremenila v smetišče. Šele v začetku 20. let 20. stoletja je mesto prodalo zemljišče za gradnjo Sokolskega doma Tabor. Druga pomembnejša stavba na področju doline je tudi prvi stanovanjski blok v Ljubljani - Meksika.